# Engelbert Westreicher
Engelbert Westreicher (* 20. September 1825 in Pfunds; † 20. Januar 1890 in Linz) war ein österreichischer Bildhauer und stellte Werke der sogenannten Schreinergotik her.

## Leben und Wirken
Engelbert Weistracher wurde als Sohn eines Bäckermeisters in Pfunds in Tirol geboren, lernte beim Tiroler Bildhauer Franz Renn und schrieb sich am 14. November 1847 an der Akademie der Bildenden Künste München ein.
1857 richtete er in Linz eine leistungsfähige Werkstätte für Kirchenkunst ein, die Aufträge aus verschiedenen Ländern der Monarchie erhielt. Zu seinen Werken zählen mehr als 100 größere und kleinere, neogotische Altäre in Ober- und Niederösterreich, 26 Kanzeln, zwei große Orgelgehäuse sowie mehrere hundert Heiligenstatuen.
Zu seinen Schülern zählte u. a. Hans Greil.

## Werke

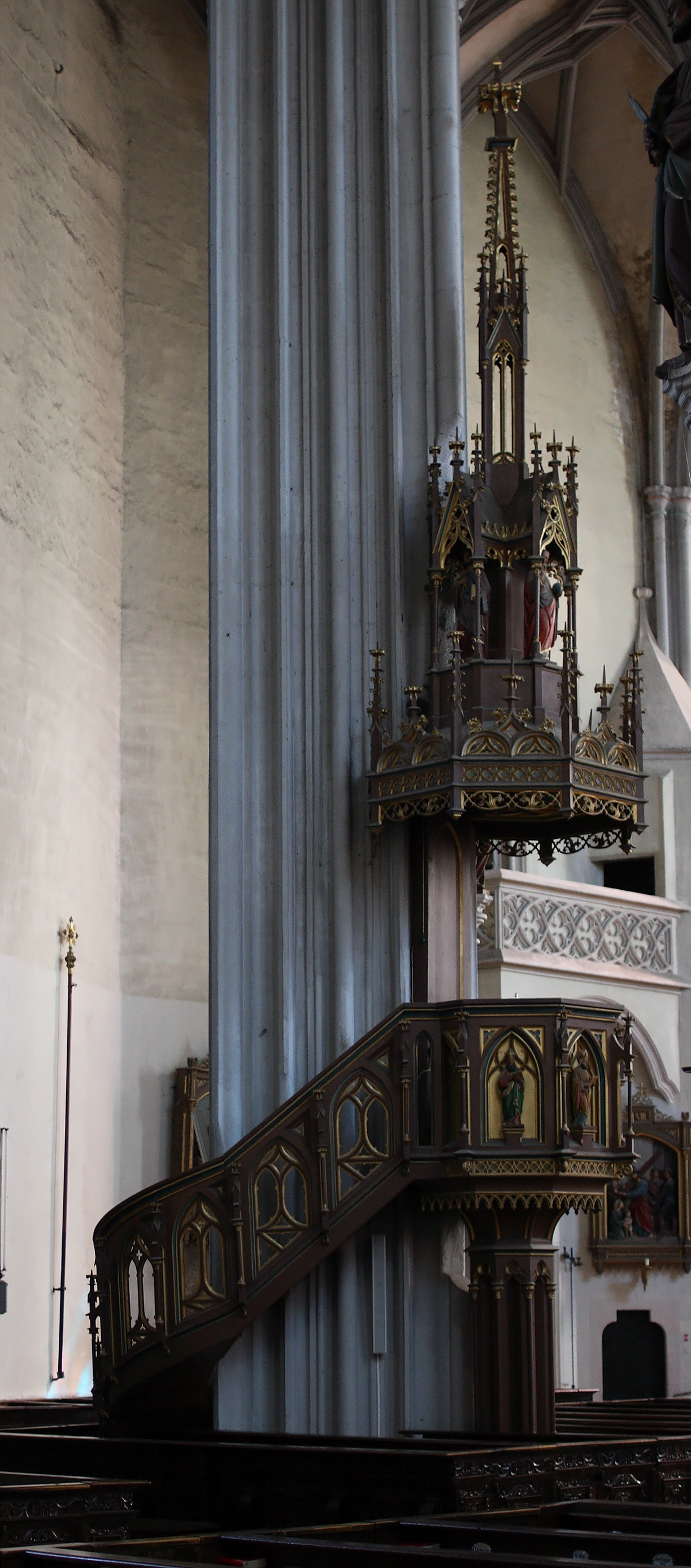
Kanzel der Steyrer Stadtpfarrkirche

Es folgt eine beispielhafte Aufzählung von Werken, die teilweise im Zuge von Renovierungen im 20. Jahrhundert wieder entfernt wurden.
In Oberösterreich:
- Stadtpfarrkirche Steyr: Kanzel
- Klosterkirche im Konventhospital der Barmherzigen Brüder Linz (Hauptaltar und Seitenaltäre, 1866)
- Pfarrkirche Hargelsberg: Hochaltar (1867)
- Pfarrkirche Traberg: Hochaltar (1878)
- Stadtpfarrkirche Perg: Hochaltar und Kanzel (1880)
- Pfarrkirche Zwettl an der Rodl: Hochaltar, zwei Seitenaltäre, Kanzel (1881)
- Pfarrkirche Schwertberg: Maria mit dem Jesuskind (1886)
- Pfarrkirche Gunskirchen: Hochaltar (1887)

In Niederösterreich:
- Pfarrkirche Behamberg: Seitenaltäre
- Pfarrkirche Erla: Hochaltar (1865/66), Seitenaltar (1872) und Herz-Jesu-Altar mit Kanontafeln und Kanzel (1883)[4]
- Stadtpfarrkirche Waidhofen an der Ybbs: drei Altäre und eine Kanzel
- Klosterkirche St. Franziskus in Waidhofen an der Ybbs: Lourdesgrotte Unbefleckte Empfängnis und Kind Bernadette

In Tirol:
- Pfarrkirche Mils bei Imst: 3 Figuren des Hauptaltars (Petrus, Paulus, Maria)

in Tschechien:
- Pfarrkirche St. Jakob in Světlík: Inneneinrichtung (1872 bis 1874)
- Elisabethkirche Teplitz: Inneneinrichtung 1877